# Ufobal

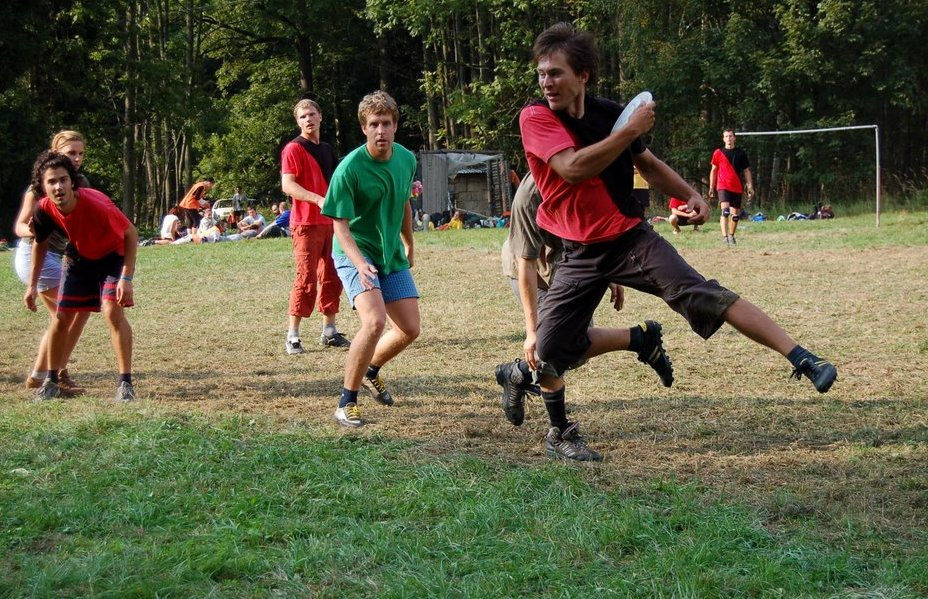
Útočník naskakuje do brankoviště protivníka, aby mohl lépe vystřelit na bránu.

Ufobal (také ufoball nebo talířová) je sportovní týmová hra vzniklá roku 1989, jejíž pravidla vycházejí z házené, hraje se však s plastovým talířem podobným frisbee. V současné době hraje tuto hru na turnajích asi dvacítka družstev z celé republiky, převážně však z Brna nebo Prahy, další ji hrají v rámci oddílové či jiné skupinové činnosti. Hra je oblíbená zejména mezi skauty a mládežnickými organizacemi. Název ufobal se používá v Brně, název talířová spíše v Praze, pravidla jsou totožná či podobná. V Česku se v současné době pravidelně pořádá pět turnajů ročně.[zdroj?]

## Historie
Hra vznikla pro turnaj v létě roku 1989 a postupně se vyvíjela. Za legendárního zakladatele a organizátora ufobalu je označován Jiří „Štyrla“ Jetelina, jinak hudebník v brněnských skupinách Narychlo a F.T.Prim.

## Vybavení

### Hřiště a brány
Hřiště má obdélníkový tvar v délce 32 m a libovolné šířce (minimálně však 20m), je rozděleno půlící čarou a z obou stran jej vykrojují brankoviště. Ty tvoří půlkruhy, každý o poloměru 7 metrů, se středem na brankové čáře uprostřed brány. Při halových turnajích rozměry nejsou dodržovány a pouze se jim blíží. Branka je vysoká 1,7 m a široká 2,5 m. Dále je 3 metry od čáry brankoviště na brankové čáře vyznačen bod rohového vhazování (tento bod je zde proto, že boční čáry hřiště se nedělají).

### Talíř (ufo)
Ke hře se nehodí klasické frisbee. Aby nedošlo ke zranění hráče, používá se disk z měkčího plastu; oproti běžným Frisbee je talíř také o poznání lehčí – má tedy menší dolet a k hodu je potřeba méně síly. Standardní model, se kterým se hraje na turnajích má průměr 203–215 mm. Označování disku není jednotné. Na Moravě se disk většinou označuje jako „ufo“, v Čechách „talíř“ (odtud pak označení „Ufobal“ a „Talířová“).

## Průběh hry
- Cílem je dopravit talíř do branky protivníka. Hráči nesmí s diskem udělat více než tři kroky, proto si jej mezi sebou nahrávají. Pokud talíř jednomu družstvu spadne na zem, nebo jej chytí soupeř, získává jej druhý tým. Do brankoviště smí vstoupit pouze brankář (útočník ani obránce do něj nesmí svévolně vstoupit).
- Na turnajích se hraje obvykle na dva poločasy po osmi minutách.
- Pravidla na jednotlivých turnajích se mohou velice mírně lišit (např. způsob vyhodnocování přešlapů a faulů).